# 12. oklepna divizija (ZDA)
12. oklepna divizija (izvirno angleško 12th Armored Division) je bila oklepna divizija Kopenske vojske ZDA.